# Simbaringin
Simbaringin is een bestuurslaag in het regentschap Mojokerto van de provincie Oost-Java, Indonesië. Simbaringin telt 3483 inwoners (volkstelling 2010).